# Pavelló Olímpic de l'Ateneu Agrícola
Il Pavelló Olímpic de l'Ateneu Agrícola è il più importante palazzetto dello sport della città di Sant Sadurní d'Anoia in Spagna. Ha una capienza di 1.500 posti. 
L'impianto venne inaugurato nel 1980.
Di proprietà del Comune di Sant Sadurní d'Anoia ospita le gare casalinghe delle sezioni di Noia di hockey su pista.

## Eventi ospitati
- Supercoppa di Spagna 2018